# 飞霞站
飞霞站是位于中國广东省清远市清城区广东省职业教育城的城际铁路车站，為广清城际铁路的北端终点站，于2024年12月28日启用。

## 车站结构

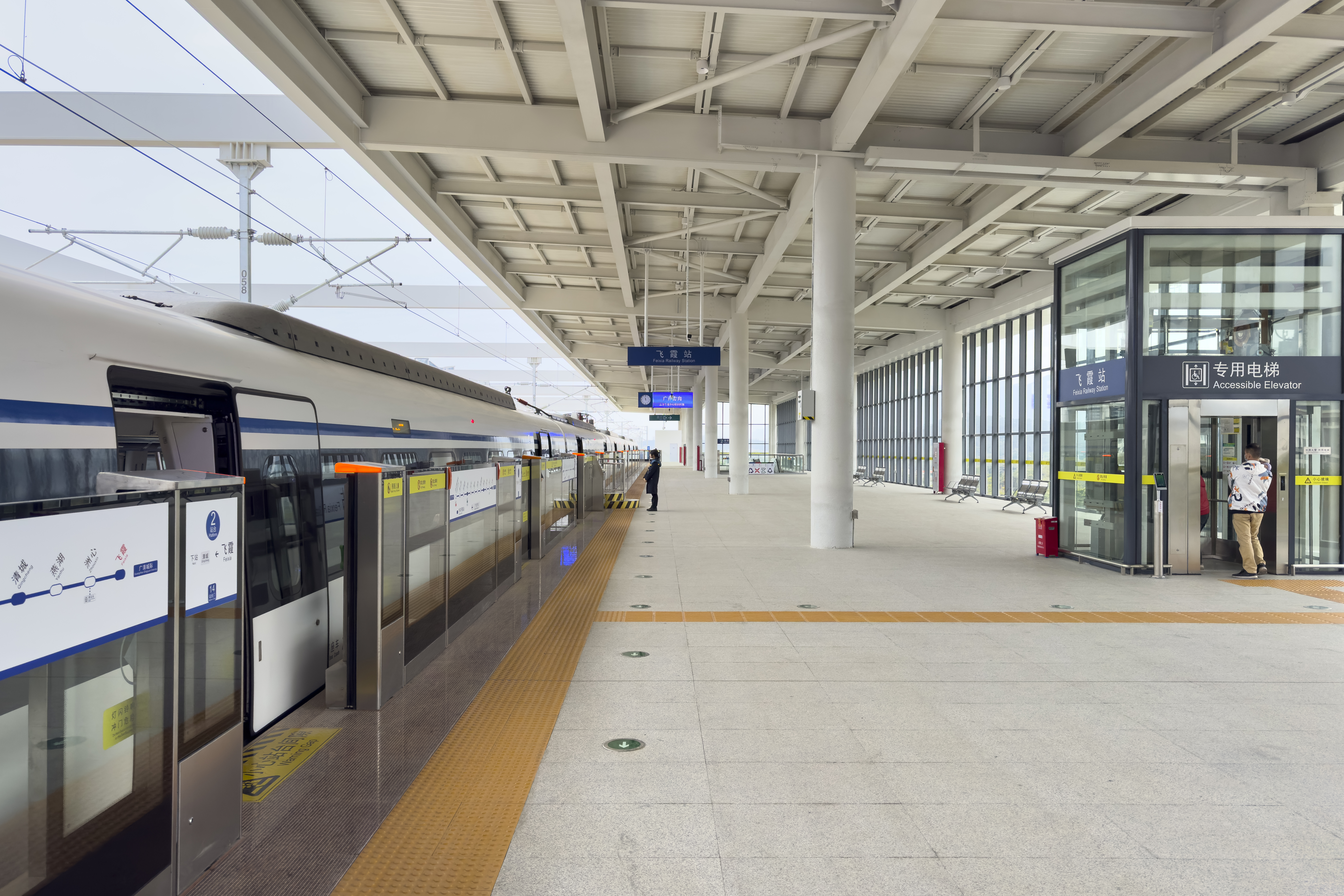
2站台

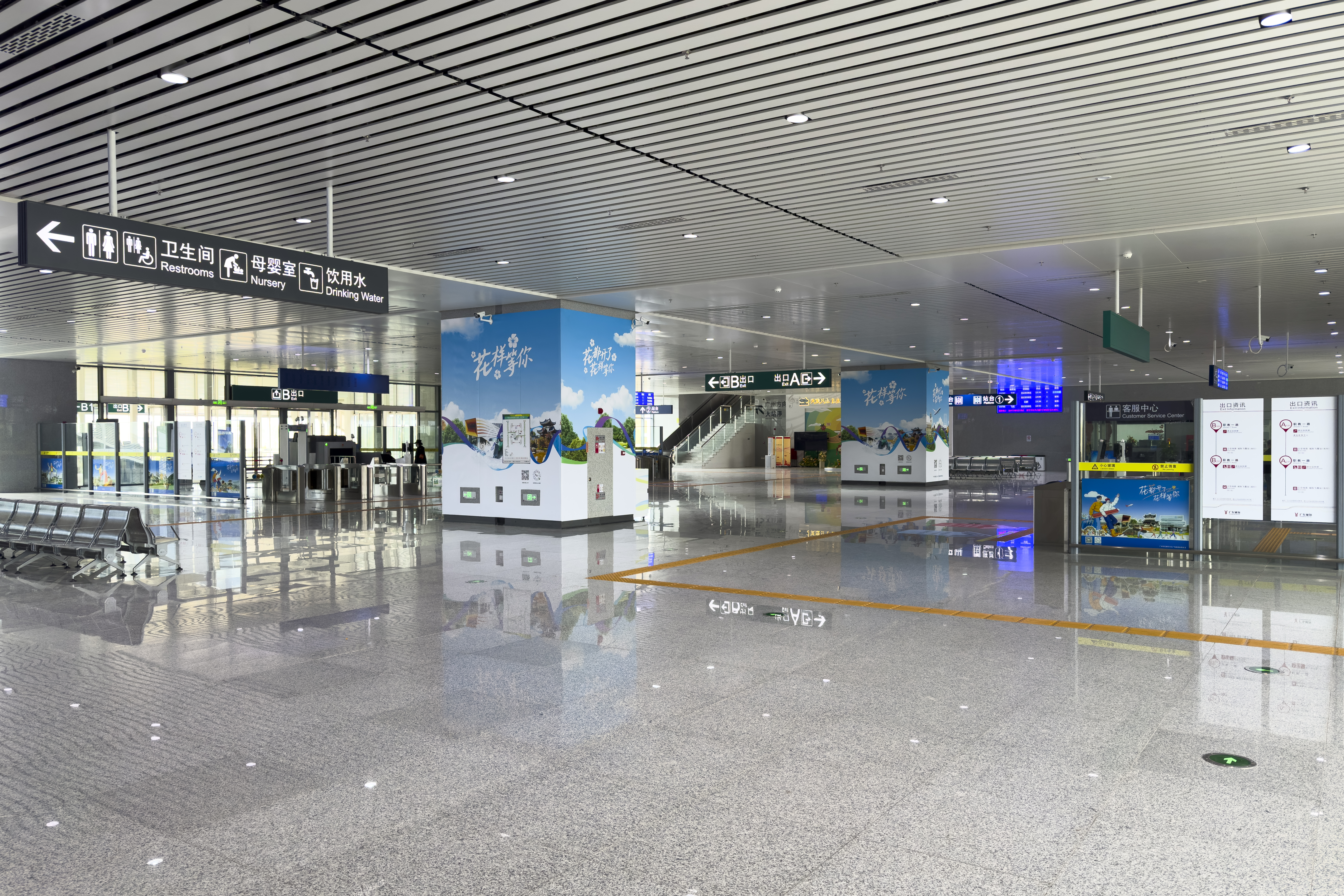
站厅

飞霞站为2台4线高架车站，站房设计融入了书架的元素。

### 车站楼层
| 地上三层 | 侧式站台 | 侧式站台                            | 侧式站台 | 侧式站台 |
|          | 2站台    | 广清城际快车 花都方向（下站：清城） |          |          |
|          |          | 备用路轨                            |          |          |
|          |          | 备用路轨                            |          |          |
|          | 1站台    | 广清城际 花都方向（下站：洲心）     |          |          |
|          | 侧式站台 |                                     |          |          |
| 地上二层 | 站厅     | 售票处、候车区                      |          |          |
| 地面     |          | 进出站口                            |          |          |

### 出入口
飞霞站设有4个出入口供乘客进出。
|                                           |                           |      |          |                                       |
| 编号                                      | 设施                      | 照片 | 出口指示 | 建议前往的目的地                      |
| A1                                        | 升降机标志 · 扶手电梯标志 |      | 职教一路 | 清远体育中心 公交：城际飞霞站（东行） |
| A2                                        | 升降机标志 · 扶手电梯标志 |      | 职教一路 | 职教一路 公交：城际飞霞站（东行）     |
| B1                                        | 升降机标志 · 扶手电梯标志 |      | 职教一路 | 职教一路 公交：城际飞霞站（西行）     |
| B2                                        | 升降机标志 · 扶手电梯标志 |      | 职教一路 | 职教一路 公交：城际飞霞站（西行）     |
| 註： 設有 \| 設有 \| 設有 \| 設有扶手電梯 |                           |      |          |                                       |

## 历史
本站在规划和建设时期，作为广东省职业教育城的配套车站而被称作省职教城站。本站主体结构于2023年1月封顶。
2024年，本站根据清城区内的景点飞霞山而定名飞霞站。12月28日，随广清城际铁路北延段的开通而启用。

## 未来发展
根据规划，广清城际未来将继续延伸至清新区。本站已预留线路西延的条件。